# Sojuz T-2
Sojuz T-2 (ryska: Союз Т-2) var en flygning i det sovjetiska rymdprogrammet. Flygningen gick till rymdstationen Saljut 6. Det var den första bemannade flygningen med en Sojuz-T. Farkosten sköts upp med en Sojuz-U-raket från Kosmodromen i Bajkonur den 5 juni 1980. Under slutskedet av dockningen slutade datorn ombord på farkosten att fungera och besättningen fick docka manuellt. Den dockade med rymdstationen den 6 juni 1980. Farkosten lämnade rymdstationen den 9 juni 1980. Några timmar senare återinträdde den i jordens atmosfär och landade i Sovjetunionen.